# Lipton Championships 1997
Lipton Championships 1997 — тенісний турнір, що проходив на відкритих кортах з твердим покриттям. Це був 13-й турнір Мастерс Маямі. Належав до серії Mercedes Super 9 в рамках Туру ATP 1997, а також до серії Tier I в рамках Туру WTA 1997. І чоловічий і жіночий турніри відбулись у Tennis Center at Crandon Park у Маямі (США) з 20 до 30 березня 1997 року.

## Переможниці та фіналістки

### Одиночний розряд, чоловіки
Томас Мустер —  Серхі Бругера 7–6(8–6), 6–3, 6–1
- Для Мустера це був 2-й титул за сезон і 45-й - за кар'єру.

### Одиночний розряд, жінки
Мартіна Хінгіс —  Моніка Селеш 6–2, 6–1
- Для Хінгіс це був 7-й титул за сезон і 12-й — за кар'єру.

### Парний розряд, чоловіки
Тодд Вудбрідж /  Марк Вудфорд —  Марк Ноулз /  Деніел Нестор 7–6, 7–6
- Для Вудбріджа це був 3-й титул за сезон і 55-й - за кар'єру. Для Вудфорда це був 2-й титул за сезон і 58-й - за кар'єру.

### Парний розряд, жінки
Аранча Санчес Вікаріо /  Наташа Звєрєва —  Сабін Аппельманс /  Міріам Ореманс 6–4, 6–2
- Для Санчес Вікаріо це був 2-й титул за сезон і 75-й — за кар'єру. Для Звєрєвої це був 4-й титул за сезон і 66-й — за кар'єру.